# Даніш-Менке
Даніш-Менке (*д/н — 1348) — хан Західного Чагатайського улусу в 1346—1348 роках.

## Життєпис
Походив з династії Чингізидів. Був нащадком великого кагана Угедея (можливо, з лінії хана Хайду). Про діяльність відомо замало. У 1346 році після загибелі хана Казана фактичним володарем став бек Казаган, що прийняв титул еміра. Він поставив на трон в Карші Даніш-Менке, який не мав жодної влади, лише підписував державні папери. В цей час східна частина держави відкололася, там владу перебрала місцева знать, що не визнавала Даніш-Менке.
Втім, у 1348 році Казаган заарештував та стратив Даніш-Менке. Причини цього достеменно невідомі: або знать було невдоволена правлінням, хоча й номінальним, угедеїда, або Казаган запідозрив хана в намірі повалити його владу. Замість Даніш-Менке емір Казаган поставив правителем чагатаїда Баян-Кулі. Водночас у східній частині ханом став Туглук-Тимур, який заснував державу Могулістан.